# Scutul (constelație)
Scutul (în latină Scutum), uneori denumită și Scutul lui Sobieski, este o constelație mică, chiar la est de Coada Șarpelui, în aproprierea ecuatorului ceresc.
Este cea de-a cincea cea mai mică constelație de pe cerul înstelat, însă poziția sa pe Calea Lactee îi permite să posede un oarecare număr de obiecte cerești interesante. Situată la 10° sub ecuatorul ceresc, această constelație este vizibilă cam de pe orice latitudine terestră.

## Descriere și localizare

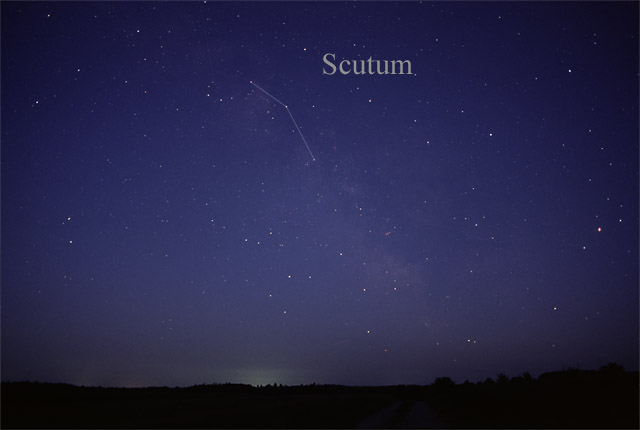
Constelația Scutul văzută cu ochiul liber. Pentru identificarea mai ușoară au fost trasate linii între stele.

## Istorie
Această constelație este una din singurele (împreună cu Părul Berenicei) care își datorează numele unui personaj istoric, în ocurență regele Ioan al III-lea Sobieski. Acesta a condus apărarea Poloniei și a Vienei contra armatelor Imperiului Otoman și a câștigat o bătălie importantă la 12 septembrie 1683. Șapte ani mai târziu, astronomul polonez Johannes Hevelius a denumit această parte a cerului aflată între Vulturul și Săgetătorul în onoarea sa: Scutum Sobiescianum, și pentru că acesta l-a ajutat să-și reconstruiască obsevatorul deteriorat după un incendiu. Denumirea oficială latină a constelației a fost prescurtată apoi la Scutum, „Scutul”.
Cinci dintre stelele sale strălucitoare (α Sct, β Sct, δ Sct, ε Sct și η Sct) erau cunoscute, înainte de creerea acestei constelații, ca 1, 6, 2, 3, și respectiv 9 Aquilae. De fapt, John Flamsteed nu recunoștea constelația Scutul și includea mai multe dintre stelele sale în constelația Vulturul. Stelele din Scutul desemnate printr-o literă grecească n-au fost citate de către Bayer (care a trăit înainte ca Hevelius să fi creat această constelație), însă ulterior de către Benjamin Gould în 1879.

## Stele principale

### αScuti
Cea mai luminoasă stea din constelația Scutul este α Scuti, o stea gigantă portocalie cu magnitudinea 3,85. Este de 20 de ori mai mare decât Soarele și de 130 de ori mai luminoasă decât acesta; este ușor variabilă, dar aleatoriu.

### δScuti
δ Scuti este prototipul unui tip de stele variabile care sunt supuse unor mici pulsații pe mai multe perioade de câteva ore, care se suprapun, provocând o variație minimă a luminozității lor. β Cassiopeiae (Caph) este cea mai strălucitoare dintre acest tip de stele.
δ Scuti este o stea gigantă care trece de magnitudinea 4,60 la magnitudinea 4,70 urmând două pulsații principale de 4,65 și 4,48 ore, peste care se adaugă mult mai mici pulsații de 2,79, 2,28, 2,89 și 20,11 ore. Bogată în metale, ea este de 2,2 până la 2,4 ori mai masivă decât Soarele și se rotește în jurul axei sale de 15 ori mai repede decât acesta;
δ Scuti este o stea multiplă și posedă doi companioni, situați la 870 și 3 000 ua.

### Alte stele
R Scuti este o gigantă galbenă variabilă de tip RV Tauri: ea variază într-un mod destul de regulat între magnitudinile 5 și 8, într-o perioadă de 146,5 zile.

## Obiecte cerești
Scutul se află aproape de centrul Căii Lactee și cuprinde mai multe obiecte cerești, între care roiul deschis M11, chiar la sud-est de β Scuti, roiul deschis M26, nebuloasa difuză IC 1287, cât și microquasarul LS 5039, probabil asociat cu o gaură neagră.